# 中村逸郎
中村 逸郎（なかむら いつろう、1956年11月2日 - ）は、日本の国際政治学者。筑波大学名誉教授、島根県立大学客員教授。専門研究分野は現代ロシア政治、日露関係。博士（政治学, 学習院大学, 1992年乙第64号）。

## 来歴・人物
島根県大田市出身。島根県立大田高等学校、1980年3月、学習院大学法学部政治学科卒業。1986年3月、同大学大学院政治学研究科博士後期課程単位取得退学。1983年9月から1985年迄モスクワ国立大学、1988年9月から1990年迄ソ連邦科学アカデミー「国家と法研究所」に留学。
2000年4月、島根県立大学総合政策学部助教授、2001年4月、筑波大学社会科学系助教授、2007年7月、同大学人文社会系教授に昇進。2012年4月から2014年3月まで、同大学国際総合学類長。また、東京大学教養学部後期課程非常勤講師も担当。2022年3月、筑波大学を定年退職。2022年4月から9月まで筑波学院大学教授。2022年4月から島根県立大学客員教授、5月から筑波大学名誉教授。
2017年、『シベリア最深紀行――知られざる大地への七つの旅』で第6回梅棹忠夫・山と探検文学賞受賞。
2022年5月、ロシアのウクライナ侵攻に伴うロシア政府による日本への報復措置(ロシア連邦への日本政府の政策に対する報復措置に関してのロシア外務省声明)によって、ロシア連邦への入国を恒久的に禁止された。
2023年7月25日、Twitterで親ロシア派のユーザー達が中村等のロシアに不都合な発信をしている者を誹謗中傷していること、ロシア人研究者の夫を持つ茨城県内に住む女性が商業施設の駐車場にいた中村を無断で撮影し、脅迫およびストーカーすることを呼びかけていたことがFLASHの電子版で報じられた。

## 著書

### 単著
- 『東京発 モスクワ秘密文書』（新潮社、1995年）
- 『ロシア市民――体制転換を生きる』（岩波新書、1999年）
- 『帝政民主主義国家ロシア――プーチンの時代』（岩波書店、2005年）
- 『虚栄の帝国ロシア――闇に消える「黒い」外国人たち』（岩波書店、2007年）
- 『ロシアはどこに行くのか――タンデム型デモクラシーの限界』（講談社現代新書、2008年）
- 『ろくでなしのロシア―プーチンとロシア正教』（講談社、2013年）
- 『シベリア最深紀行――知られざる大地への七つの旅』（岩波書店、2016年／文藝春秋［文春学藝ライブラリー］、2020年）
- 『ロシアを決して信じるな』（新潮新書、2021年）

## 番組出演

### テレビ
- めざまし8（フジテレビ）
- サンデージャポン（TBSテレビ）
- ひるおび（TBSテレビ）
- 情報ライブ ミヤネ屋（読売テレビ）
- ビートたけしのTVタックル（テレビ朝日）
- そこまで言って委員会NP（読売テレビ）
- 教えて!ニュースライブ 正義のミカタ（朝日放送テレビ）
- 新報道2001（フジテレビ）
- ワイド!スクランブル（テレビ朝日）
- 羽鳥慎一モーニングショー（テレビ朝日）
- スッキリ（日本テレビ）
- ワイドナショー（フジテレビ）
- 報道ランナー（関西テレビ）
- よんチャンTV（毎日放送）
- ゴゴスマ -GO GO!Smile!-（CBCテレビ）
- Live News イット!（フジテレビ）
- テレポート山陰（山陰放送）
- 激論!コロシアム 〜これでいいのか?ニッポン〜（テレビ愛知）
- BS1スペシャル 角幡唯介がゆくロシア ルート1の旅（NHK BS1）- 2012年6月1日

### ラジオ
- ザ・ボイス そこまで言うか!（ニッポン放送）
- 大竹まことゴールデンラジオ（文化放送）

### インターネット
- 長谷川幸洋と高橋洋一のNEWSチャンネル